# Kim Če-džung
Kim Če-džung (hangul: 김재중; hanča: 金在中; anglickým přepisem Kim Jaejoong; ruským přepisem Ким Джэджун; narozen 26. ledna 1986 jako Han Če-džun ve městě Kongdžu), někdy také známý pod svým koncertním jménem Hero Jaejoong (v Jižní Koreji) je jihokorejský zpěvák, skladatel, herec a režisér.
V současné době[kdy?] je známý jako člen korejské hudební popové skupiny JYJ a patří mezi původních 5 členů skupiny TVXQ. Hrál v dramatech jako "素直になれなくて [sunao ni narenakute]" (Je těžké říci sbohem; v roli Parka Seonsu), Protect the Boss (v originále 보스를 지켜라; v roli Ča Mu-Wona) a nedávno[kdy?] v seriálu Dr. Jin (Doktor Džin; v roli Kim Kjung-Taka). Vidět byl také ve filmu Heaven's Postman (Pošťák nebes) a ve filmu Code name Jackal (Kódové jméno šakal; v roli hvězdy K-popu Čchö Hjuna - 최현). Byl také výkonným ředitelem celosvětového turné JYJ v roce 2011 a "2011 LG Whisen Rhytmic All Stars" show.